# Otto af Freising
Otto af Freising (c. 1114 – 22. september 1158) var en tysk biskop og historiker.

## Levned
Otto var født ind i de mest magtfulde cirkler i Tyskland, da han var femte søn af Leopold 3., markgreve af Østrig og Agnes, datter af kejser Henrik 4. Med sin første mand, Frederik 1. Hohenstaufen, hertug af Schwaben, var Agnes mor til den tyske konge Konrad 3., og dermed bedstemoder til kejser Frederik 1. Ottos søster, Judith af Babenberg var desuden gift med markisen Wilhelm 5. af Montferrat, og han var på denne måde i slægt med de mest magtfulde familier i Tyskland og Norditalien.
Trods de familiære relationer er der ikke overleveret mange detaljer fra hans liv. Hans studerede i Paris, hvor han især fordybede sig i filosofi, og det siges, at han var den første til at introducere Aristoteles i Tyskland. Otto trådte ind i cistercienserordenen og blev abbed Morimond i Bourgogne omkring 1136. Kort tid efter blev han dog valgt til biskop af Freising i Bayern.
I 1147 tog Otto del i det 2. korstog, som endte i katastrofe. Otto overlevede og nåede frem til Jerusalem og vendte siden tilbage til Bayern i 1148 eller 1149. I 1158 døde han i Morimond.

## Værker
Otto af Freising er mest kendt sine historiske værker:
- Chronica sive Historia de duabus civitatibus (Krønike eller historien om de to byer)
- Gesta Friderici imperatoris (Kejser Frederiks bedifter)

### Chronica sive Historia de duabus civitatibus
Chronica er et både historisk og filosofisk værk, hvor han gennem kontrasten mellem Civitatis Dei (Jerusalem) og Civitatis mundi (Babylon) beskriver verdens historie, og hovedmotivet var Gudsstatens (Civitatis Dei) perfektion og den verdslige magts (Civitatis mundi) ubestandighed og foranderlighed. Chronica er en apokalyptisk fortælling om især det tysk-romerske kejserriges historie indtil hans egen tid (krøniken blev skrevet mellem 1148 og 1149), og det apokalyptiske præg hænger sammen med den dybe politiske krise, som det tysk-romerske rige befandt sig i 1140’erne, og den stemning af undergang, der deraf fulgte. I beretningen spiller begivenhederne omkring Jerusalem en stor rolle: Verdensrigernes undergang hænger sammen med, at deres herskere vanhelliger templet i Jerusalem, hvorefter rigerne bliver erobret af nye herskere, der i stedet viser den fornødne respekt for templet. Den filosofiske lære af historien havde også en kosmologisk vinkel, da viden om det skete og det kommende havde stor betydning for opdagelsen af den kosmologiske sandhed. Sammen med verdensrigerne, hvis centrum flyttede fra øst mod vest, udviklede civilisationen sig, så den efterhånden ville nærme sig det guddommelige niveau. Nu havde denne progression nået det yderste vest, og det sidste skridt i historien var nær.
I Chronica findes den tidligst kendte omtale af Præstekongen Johannes. Værket blev videreført af Otto af St Blasius indtil 1209.

### Gesta Friderici Imperatoris
Gesta blev skrevet på foranledning af Frederik 1. Værket består af fire dele, hvor første del slutter med Konrad 3.’s død, mens de resterende dele omhandler Frederiks regeringstid. Værket er ikke begrænset til begivenheder i Tyskland, da det bl.a. inkluderer cistercienseren Bernhard af Clairvaux’ prædikener og fordømmelse af Peter Abelard. Derudover indeholder værket flere filosofiske og teologiske afsnit. Efter Ottos død fortsattes Gesta af Ragewin.